# Sportovní klub Kadaň
Le Sportovní klub Kadaň est un club de hockey sur glace de Kadaň en République tchèque. Il évolue dans la 1. liga, le second échelon tchèque.

## Historique
Le club est créé en 1945.

## Palmarès
- Vainqueur de la 2.liga : 1998.

## Anciens joueurs

### Champions 1998
- Gardiens de but : Marcel Kučera, Pavel Křížek et Miroslav Sedláček.
- Défenseurs : Radko Goga, Jiří Jelínek, Martin Nosek, Martin Štelcich, Jiří Vybulka, Rudolf Mudra et Michal Jäger.
- Attaquants : Rober Kaše, Jiří Kameš, Petr Matula, Radek Piskač, Evžen Gál, Jaroslav Kreuzman, Bronislav Píša, Petr Vogeltanz, Petr Nachtigal, Petr Struhovský, Dušan Halloun, Jiří Novotný, Tomáš Polanský.
- Entraîneurs : Zdeněk Šindler et Jaroslav Hejcman[3].